# Chemin de fer de Falkenberg
Le chemin de fer de Falkenberg (suédois : Falkenbergs järnväg ou Pyttebanan) est un ancien chemin de fer à voie étroite entre Falkenberg et Limmared en Suède ; inauguré le 28 septembre 1894, il a été en service jusqu'en 1961.

## Historique
Une société est formée le 16 avril 1891 pour la construction de ce chemin de fer, avec émission d'actions pour une valeur totale de 400 000 à 800 000 couronnes suédoises. 
La concession pour le tronçon entre Falkenberg et Fridhemsberg est accordée le 8 juillet 1892 ; les travaux commencent le 23 décembre 1892. Une fois ce tronçon achevé, une nouvelle demande de concession est déposée pour le tronçon entre Fridhemsberg et Älvsered, et accordée le 17 mai 1895. Au cours des années suivantes, d'autres concessions sont accordées : jusqu'à Mjöback le 18 juillet 1896, jusqu'à Holsljunga le 13 janvier 1899, puis enfin jusqu'à Limmared le 27 avril 1900.
La ligne est confrontée à des difficultés économiques à partir de 1930 ; elle est nationalisée en deux temps (avril 1939 et juillet 1940). Elle est fermée en deux étapes (1er novembre 1959 et 1er mai 1961) ; les rails sont déposés peu de temps après.